# Quintillizas Dionne

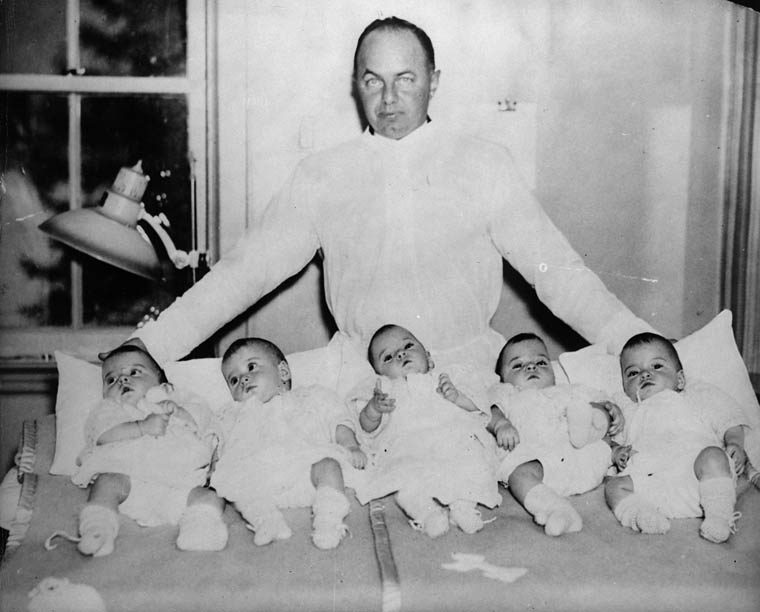
El gobernador Mitchell Hepburn y las quintillizas Dionne en 1934

Las quintillizas Dionne, nacidas el 28 de mayo de 1934 en Canadá, fueron las primeras quintillizas de las cuales se tenga conocimiento que sobrevivieron a la infancia.

## Biografía
Nacieron en las afueras de Callander, Ontario, Canadá, en la localidad de Corbeil, hijas de un joven matrimonio de granjeros francocanadienses. Las hermanas sobrevivientes prefieren ser conocidas como "hermanas Dionne".
Las niñas Dionne nacieron sietemesinas, con la asistencia del Dr. Allan Roy Dafoe y dos parteras, Madame Legros y Madame Lebel.
A los pocos días de su nacimiento, la custodia de los bebés les fue retirada a sus padres por el gobernador Mitchell Hepburn en 1934, a través del «Dionne Quintuplets' Guardianship Act, 1935» tras descubrir que estaban negociando con un promotor su exhibición en la Exposición Canadiense de ese año. Las niñas fueron así convertidas en pupilas de la provincia y puestas bajo la guía del doctor Dafoe y otros tres guardianes. Irónicamente, Ontario las ubicó en Quintland, un parque temático, ubicado junto al hogar de sus padres. Cada niña tenía un color y un símbolo para señalar lo que era suyo: el color de Annette era el rojo y una hoja de arce; el color de Cecilia era el verde y un pavo; Emilie, blanco y un tulipán; Marie, azul y un oso de peluche; e Yvonne, el rosa y un ave.
Allí las bebés podían ser vistas por los visitantes a través de un espejo de una sola cara. Aproximadamente 6.000 personas por día visitaban el parque sólo para verlas. En 1934 las quintillizas facturaron cerca de un millón de dólares canadienses y también 51 millones por turistas que visitaban Ontario, sumas que fueron embolsadas totalmente por el erario público sin asociar en lo más mínimo a las niñas. El parque se transformó en la atracción turística más importante de Ontario en esa época.
Durante el tiempo en que permanecieron las niñas Dionne en ese centro, no se libraron de problemas especialmente con sus padres, quienes denunciaron el abuso afectivo y psicológico del doctor Dafoe, quien les imponía hablar solamente en inglés, haciéndolas olvidar su origen franco-canadiense.
Como prueba de ese abuso, las quintillizas participaron en una obra teatral: "Siempre seremos inglesas", causando irritación entre la comunidad franco-canadiense. El doctor Dafoe incluso expulsó del centro a una enfermera, la única que se comunicaba en francés con las niñas.
Después de 9 años, mediante un juicio entre la Gobernación y los padres, las quintillizas fueron devueltas a su familia en 1943 y la fundación Dionne les construyó y equipó una casa de 20 habitaciones. El doctor Dafoe, murió poco después. Sus padres las contrataban para publicitar todo tipo de productos y eventos, hasta que una vez cumplidos los dieciocho años abandonaron el hogar familiar para vivir por sí mismas en el anonimato.
En 1995, las tres hermanas supervivientes afirmaron que su padre había abusado sexualmente de ellas durante su adolescencia.
En 1997, le escribieron una carta abierta a los padres de los septillizos McCaughey, advirtiéndoles en contra de permitir demasiada publicidad sobre los niños.
En 1998, las tres hermanas, que vivían juntas en el suburbio de Montreal de Saint-Bruno-de-Montarville, llegaron a un acuerdo monetario con el gobierno de Ontario como compensación por su explotación.

## Las quintillizas
Las quintillizas se llamaron:
- Annette Lillianne Marie Dionne (de casada, Allard)
- Cécile Marie Emilda Dionne (de casada, Langlois) - falleció el 31 de julio de 2025
- Émilie Marie Jeanne Dionne - falleció el 6 de agosto de 1954 por asfixia durante un ataque de epilepsia en el convento donde había tomado los hábitos.[12]
- Marie Reina Alma Dionne (de casada, Houle) - falleció el 27 de febrero de 1970 de un aparente infarto cerebral en Montreal.
- Yvonne Edouilda Marie Dionne - falleció el 23 de junio de 2001, de cáncer.

Emilie y Marie compartieron saco embrionario, siendo gemelas monocigóticas, Annette e Yvonne también eran gemelas idénticas y se cree que Cécile compartió saco embrionario con un sexto feto que acabó absorbido. Cada niña se unió emocionalmente con quien compartió saco con ella, así que Cécile tendía a estar aislada de las otras. Todas menos Émilie eran diestras, y todas, menos Marie tenían una espiral en sentido antihorario en el pelo

## En la cultura popular
En aquella época, en los años 1930 y 1940, cuando alguien hablaba de "the Quints" (las quintillizas) no hacía falta poner el apellido porque todo el mundo sabía de quién se estaba hablando, sin embargo la historia hoy está casi olvidada. Una referencia a las hermanas Dionne aparece en la película "Una noche en la ópera" (1935) de los hermanos Marx:

"Groucho: Son sólo duplicados.

Chico: Duplicados.

Groucho: Sí, duplicados.

Chico: Ajá. (Breve silencio.)

Groucho: ¿No sabe lo que son duplicados?

Chico: Sí, los cinco gemelos del Canadá."

En la novela Cuarto Menguante (1988) de  Eduardo Santa, las hermanas Dionne son mencionadas junto a otros personajes icónicos de las primeras décadas del siglo XX como Enrico Caruso, Shirley Temple, Carlos Gardel, Amelita Galli-Curci, Charles Chaplin,  Hitler, Mussolini o Charles Lindbergh.